# Папулов, Юрий Григорьевич
Юрий Григорьевич Папулов (4 июня 1935, Троицк, Челябинская область, РСФСР, СССР — 19 июля 2016, Тверь, Россия) — советский и российский учёный-химик. Профессор Тверского государственного университета. Академик Петровской академии наук и искусств. Заслуженный деятель науки и почётный работник высшего профессионального образования РФ.

## Биография
В 1953 году с серебряной медалью окончил Ирбитскую среднюю мужскую школу № 1 в Свердловской области. В 1958 году — химический факультет МГУ, а в 1961 году — аспирантуру МГУ.
После аспирантуры начал работать во Всесоюзном НИИ синтетических волокон, который открылся в г. Калинине. В 1963 году стал доцентом кафедры физики, а затем — химии Калининского государственного педагогического института.
В 1969 году, в неполные 34 года, защитил докторскую диссертацию, тема: «О закономерностях в теории зависимости свойств органических веществ от строения их молекул».
В 1973 году по его инициативе в Калининском госуниверситете была открыта кафедра физической химии, которую он возглавлял затем на протяжении более 45 лет.

## Научная и общественная деятельность
Специалист в области расчетных методов исследования молекул, теории групп и теории графов в химии, конформационного анализа и компьютерного моделирования. Автор и соавтор свыше 400 научных работ, в том числе 30 монографий и учебных пособий.
Под его руководством защищено 20 кандидатских и 7 докторских диссертаций.
Был избран академиком Петровской академии (1994), Российской академии естествознания (2005), и членом Нью-Йоркской академии наук (1995).
С 1988 года — член Тверского городского клуба краеведов.
С 1990 по 1993 год — депутат Тверского городского совета народных депутатов.
Один из инициаторов и учредителей Тверского регионального отделения Петровской академии наук и искусств (1991 год), а с 1995 по 2000 годы — вторым, после профессора А. Е. Афанасьева, его председателем.

## Награды
- Заслуженный деятель науки Российской Федерации (30 декабря 1994) — за заслуги в научной деятельности
- Почётный работник высшего профессионального образования Российской Федерации (2004)
- Соросовский профессор (1997, 1998)
- Нагрудный знак «За заслуги в развитии Тверской области» (2013)
- Нагрудный знак «За заслуги в развитии Тверского государственного университета» (2009)
- Нагрудный знак «Почётный работник науки и образования Тверской области» (2010)
- Нагрудный знак «За заслуги в развитии Тверского государственного университета» (2009)
- Государственная научная стипендия для ведущих ученых России (1994—2003)
- Почётный профессор ТвГУ (2004)
- Награды ПАНИ, РАЕ